# Zamach na Piotra Wojkowa

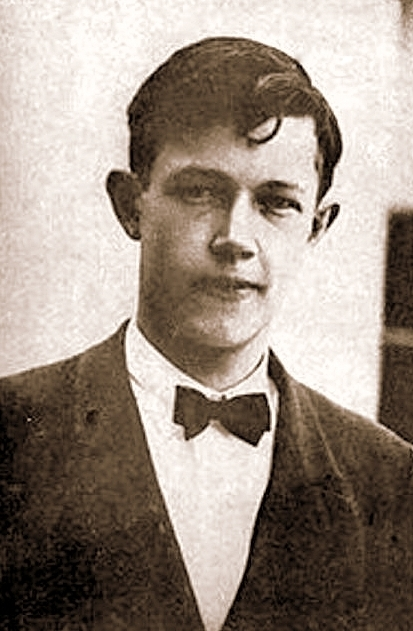
Borys Kowerda

Zamach na Piotra Wojkowa – posła ZSRR w Warszawie miał miejsce 7 czerwca 1927.

## Historia
7 czerwca 1927 na dworcu kolejowym Warszawa Główna został przez białego emigranta rosyjskiego, ucznia gimnazjum w Wilnie, Borysa Kowerdę ciężko raniony poseł ZSRR w Polsce Piotr Wojkow (zmarł w szpitalu). Borys Kowerda przygotowywał ten zamach w porozumieniu z Arsenijem Pawliukiewiczem, redaktorem gazety „Biełaruskaje Słowa” („Беларускае Слова”) i esaułem Michaiłem Jakowlewem. Zastrzelenie Wojkowa miało być zemstą za jego udział w zabójstwie 16/17 lipca 1918 w Jekaterynburgu cara Mikołaja II i jego rodziny. Ciało posła zostało odwiezione do Moskwy, gdzie uroczyście pochowano je na cmentarzu przy Murze Kremlowskim. W zemście władze sowieckie zamordowały bez procesu 9/10 czerwca 1927 w Moskwie 20 byłych dygnitarzy z czasów Imperium Rosyjskiego, którzy przebywali w tym czasie w więzieniach albo aresztowano ich specjalnie po zastrzeleniu Wojkowa. Ponadto zawieszone zostały, rozpoczęte w 1926, negocjacje związane z zawarciem polsko-sowieckiego paktu o nieagresji (podpisano go dopiero w 1932).
Tymczasem proces sądowy Borysa Kowerdy rozpoczął się szybko, bowiem 7 czerwca. Broniło go czterech znanych polskich adwokatów: Franciszek Paschalski, Paweł Andrejew, Marian Niedzielski i Henryk Ettinger. Już 15 czerwca został ogłoszony wyrok dożywotnich ciężkich robót, zamieniony następnie na karę 15 lat więzienia. Oba zainteresowane państwa – Polska i ZSRR – miały w tym swój interes. Polacy nie chcieli zaogniać stosunków ze swoim wielkim sąsiadem, z którym zaledwie kilka lat temu zakończyli ciężką wojnę. Z drugiej strony dłuższy proces groził Związkowi Sowieckiemu wyciągnięciem na światło dzienne niewygodnych faktów zarówno dotyczących zabicia rodziny carskiej, jak też innych zbrodni bolszewickich. Sowieci bali się powtórzenia sytuacji z procesu nad innym emigrantem rosyjskim Morisem Konradim w 1923, który zastrzelił w Genewie sekretarza delegacji sowieckiej Wacława Worowskiego. W wyniku zeznań świadków i działań obrońców proces zamienił się w sąd nad bolszewizmem, a także skutkami rewolucji październikowej 1917 r. dla Rosji i Europy. Dla przyspieszenia przewodu procesowego polskie władze wykorzystały przepisy o sądach doraźnych, odnoszące się do przestępstw popełnianych przeciwko polskim urzędnikom. Wyroki takich sądów nie podlegały apelacji.
Borys Kowerda w więzieniu spędził ostatecznie 10 lat. W połowie czerwca 1937 w wyniku amnestii wyszedł na wolność, po czym natychmiast wyjechał do Jugosławii, gdzie ukończył rosyjskie gimnazjum w Białej Cerkwi. Zabójstwo Wojkowa znalazło odbicie w deklaracji lojalności władzom sowieckim złożonej 29 lipca 1927 w imieniu prawosławnych przez metropolitę Sergiusza. Temu wydarzeniu jeden ze swoich wierszy poświęcił Władimir Majakowski. Pod koniec 1927 w Warszawie została przez Związek Prawników z Kresów Wschodnich Polski wydana książka, wkrótce przetłumaczona na język rosyjski, pt. „Sprawa B. Kowerdy. Czerwiec 1927”. Po jej rozpropagowaniu w różnych krajach Europy Borys Kowerda stał się bohaterem białej emigracji rosyjskiej. Pod koniec życia napisał on na pocz. 1984 dla gazety „Russkaja Mysl'” i czasopisma „Czasowoj” krótki artykuł prasowy pt. Pokuszenije na połprieda Wojkowa 7 ijulja 1927 goda.
Istnieje dokument wskazujący na możliwość związku z zabójstwem Wojkowa sowieckiego wywiadu wojskowego – Razwiedupru.
Fabularyzowana wersja zamachu stała się osią powieści Marka Krajewskiego Pomocnik kata („Znak” 2020)